# زبان‌درازیان (پروانه‌سان)
زبان‌درازیان (نام علمی: Macroglossinae) نام یک زیرخانواده از تیره بازبیدان است.